# Moqīlān
Moqīlān (persiska: مقیلان, Maghīlān) är en ort i Iran.   Den ligger i provinsen Khorasan, i den östra delen av landet, 800 km öster om huvudstaden Teheran. Moqīlān ligger 2 217 meter över havet och antalet invånare är 242.
Terrängen runt Moqīlān är kuperad. Runt Moqīlān är det glesbefolkat, med 12 invånare per kvadratkilometer. Närmaste större samhälle är Zohān, 16,1 km nordväst om Moqīlān. Omgivningarna runt Moqīlān är i huvudsak ett öppet busklandskap.